# تریسی ثرتین
تریسی ثرتین (به انگلیسی: Traci Thirteen) همچنین تحت نام‌های تریسی ۱۳ و گرل ۱۳ نیز شناخته می‌شود، یک شخصیت خیالی ابرقهرمان در کتاب‌های کامیک آمریکایی منتشر شده توسط دی‌سی کامیکس است. این شخصیت توسط نویسنده جو کلی و طراح دواین ترنر خلق شده‌است؛ که برای اولین بار در شمارهٔ ۱۸۹ از مجموعه کمیک سوپرمن (فوریه ۲۰۰۳) حضور پیدا کرد.
تریسی ثرتین یکی از اعضای نژاد خیالی هومو مجی و تنها دختر شخصیت ابرقهرمان دکتر تری ثرتین و ساحره‌ای از آسیای شرقی به نام میو لَن به‌شمار می‌رود. هنگامی که مادرش در اثر جادو جان خود را از دست داد، پدرش او را از تمرین جادو منع کرد. تریسی پس از ناپدید شدن پدرش، توسط سو و رالف دیبنی در خانه‌ای دلنشین بزرگ شد. زمانی که تریسی به متروپلیس نقل مکان نمود، تصمیم گرفت به تنهایی همراه با ایگوانا خود لیروی زندگی کند. او سپس اقدام به اجرای جادوی شهری کرد و به‌طور موقت تحت نام گرل ۱۳ شناخته می‌شد. او قادر به اجرای انواع مختلف جادو، دورنوردی، شلیک انرژی جادویی آتش، سپر نیرو، و حتی تبدیل ایگوانا خود به یک اژدها است.